# Gare de Podilsk
La gare de Podilsk est une gare ferroviaire ukrainienne située dans l'oblast d'Odessa.

## Histoire
Elle a porté le nom de gare de Birzula, de Kotovsk. Située sur la ligne Odessa-Balta commencée en 1963, la gare fut construite en 1865. En 1882 la gare accueillait une formation d'ouvrier ferroviaire, formation en deux années. La gare avait aussi un médecin attaché. Autour de la gare se construit une église, en 1892. EN 1904 le Tzar Nicoals II visitait la gare. En 1989 le tronçon vers Vapnyarka est électrifié puis en 1992 le tronçon vers Rozdilna.

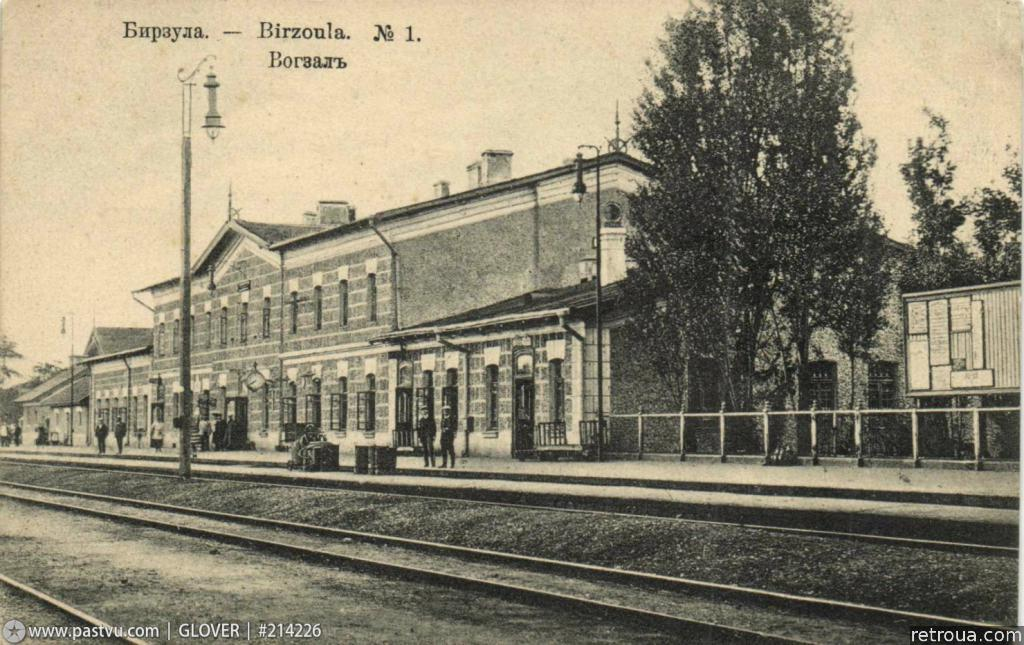
En 1910.

### Intermodalité

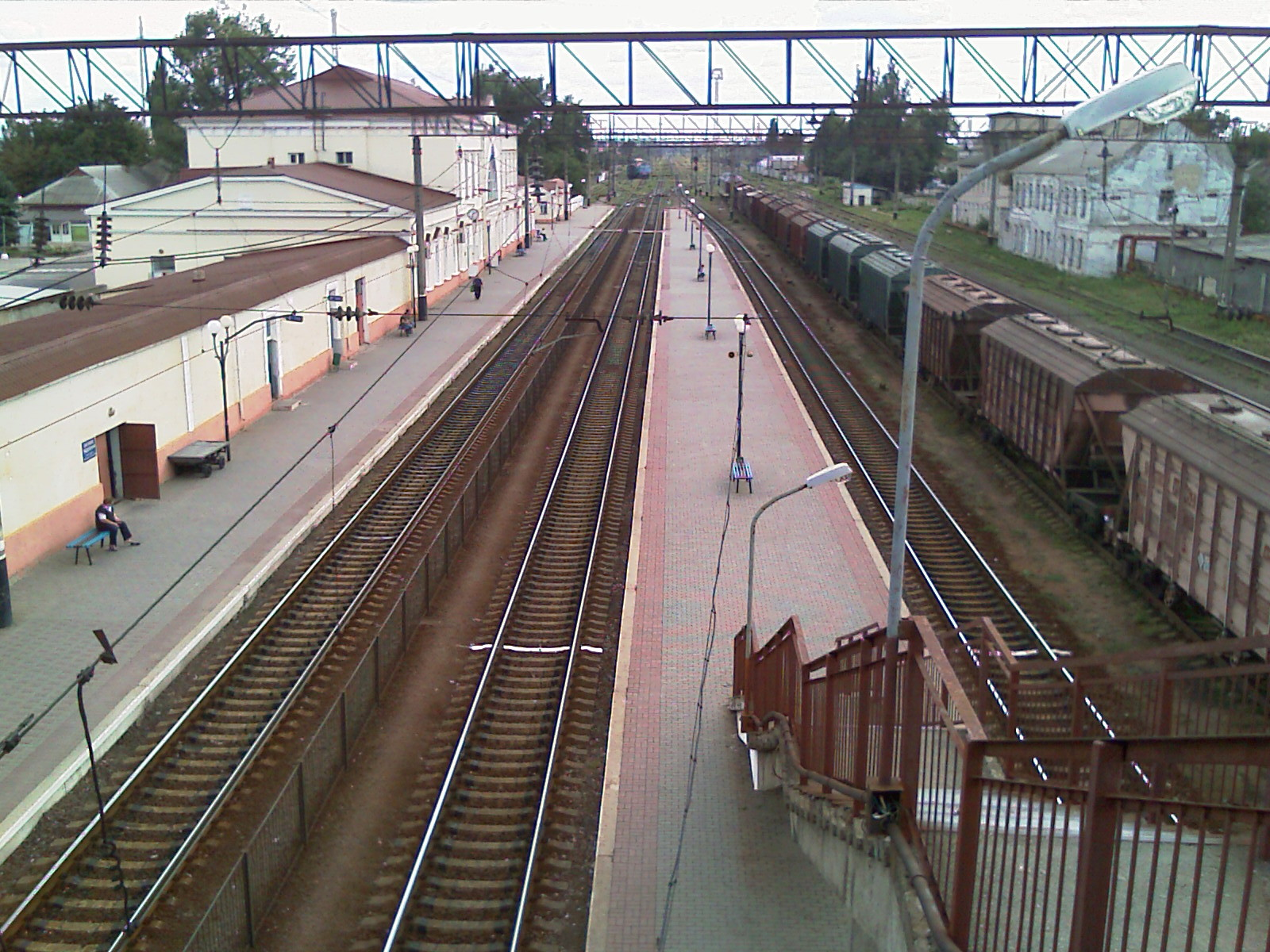
Les voies.